# Розанов, Олег Иванович
Оле́г Ива́нович Ро́занов (16 октября 1937, дер. Пушкино, Осьминское сельское поселение, Лужский район, Ленинградская область, СССР — 6 декабря 2017, Санкт-Петербург, Россия) — советский и российский старообрядческий религиозный и общественный деятель; председатель Российского Совета Древлеправославной поморской церкви (1989—2017).

## Биография
Родился в 1937 году в городе Пушкине Ленинградской области в семье старообрядцев-поморцев. В детском возрасте пережил блокаду Ленинграда.
Учился в Лесотехнической академии. Всю жизнь прожил в Санкт-Петербурге, работал в научно-исследовательском институте судостроительной промышленности.

### Невская поморская община
C 1970 года — причетник Невской поморской общины.
В 1975 году старший наставник Невской поморской общины Стефан Григорьевич Тимофеев совместно с наставником о. Михаилом (М. И. Богдановым) выдвинули кандидатуру Олега Розанова на должность третьего наставника Невской поморской общины. Благословлён в наставники в Каунасе наставником Иосифом Ивановичем Никитиным. В 1986 году избран старшим наставником.
В 1987 году, в преддверии 1000-летия Крещения Руси, община получает разрешение на возведение на месте снесенной в довоенные годы деревянной Казанской церкви нового церковного здания. Новое здание проектировалось по эскизам настоятеля — О. И. Розанова. После реконструкции церковь получила статус — «памятник архитектуры».

### Председатель Российского Совета ДПЦ
C 1989 года избран Председателем Российского Совета Древлеправославной Поморской Церкви. С 2001 года — Председатель Единого Совета Древлеправославной Поморской Церкви России, Белоруссии, Латвии, Литвы.
С 1995 года по 2012 год являлся главным редактором «Календаря Древлеправославной Поморской Церкви». В 2006 и 2012 годах председательствовал на III и IV Всероссийских Соборах Древлеправославной Поморской Церкви.
В 2012 году прошла авторская выставка живописи и акварели, посвященная 75-летию Олега Ивановича. По итогам выставки был издан художественный альбом.
Автор многих статей в Календаре Древлеправославной Поморской Церкви и других церковных изданиях.

## Труды и публикации
- Кожурин К. Я., Розанов О. И. Краткий очерк по истории Древлеправославной Поморской Церкви Христовой.
- Рождественское послание 2010 года.
- Олег Розанов. Избранное. Акварель, живопись, рисунок. СПб, «Аврора». 2013.
- Розанов О. И. Помню, помню, помню... СПб.: "Врата веры", 2019.